# 타라고나도
타라고나 주(스페인어와 카탈루냐어: Tarragona)는 스페인 동부에 위치한 카탈루냐 지방의 주로, 주도는 타라고나이다. 스페인어와 카탈루냐어를 쓴다. 타라고나 주는 카스테욘 주와 테루엘 주, 사라고사 주, 예이다 주, 바르셀로나 주와 경계를 맞대고 있으며 지중해와 인접해 있다. 인구는 888,895명(2008년 기준)이며 면적은 6,303km2이다. 타라고나 주의 1/5은 타라고나 주의 주도인 타라고나에 거주한다.